# Pavel Josef Vejvanovský

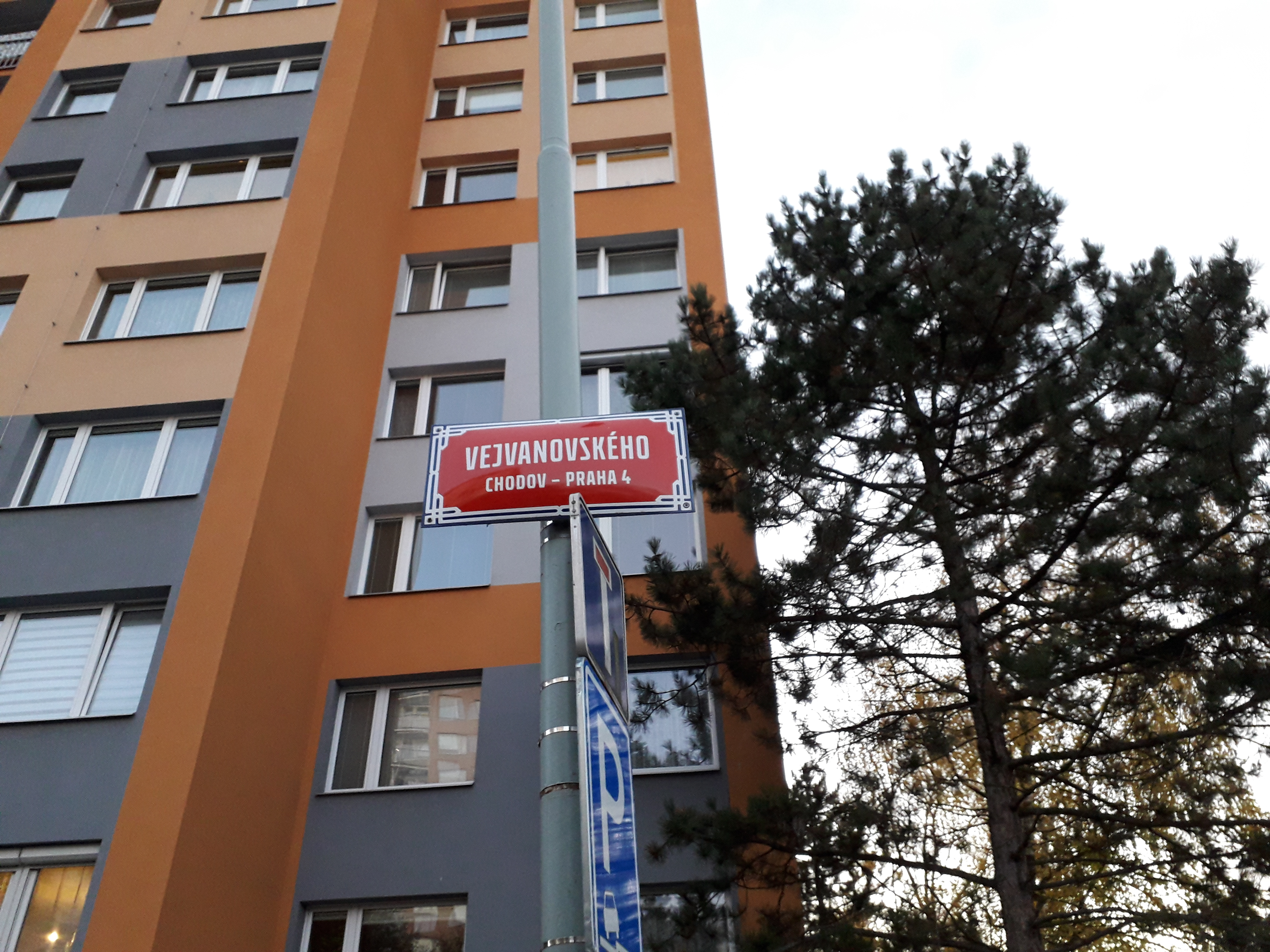
Vejvanovského ulice na pražském Chodově

Pavel Josef Vejvanovský (1639 nebo 1640, patrně Hlučín – 24. července 1693 Kroměříž) byl moravský hudební skladatel středního období baroka. Spolu s Adamem Michnou z Otradovic jsou považováni za nejvýznamnější hudebníky českých zemí 17. století.

## Život
Přesné datum skladatelova narození není známo, pouze nepřímo (díky záznamu soudního sporu, kde Vejvanovský uvedl svůj věk) je odvozován rok 1639. Jeho rodiče žili postupně v Hlučíně, Moravské Ostravě a Hukvaldech, jejich bydliště je doloženo však jen ve třetím ze sídel, a navíc až v roce 1644, kdy zde otec Pavla Josefa působil jako kaprál hradní stráže. V letech 1656–1660 studoval Pavel Josef Vejvanovský na jezuitském gymnáziu v Opavě, kde se seznámil se skladateli Heinrichem Ignazem Franzem Biberem a Philippem Rittlerem, kteří na jeho hudební vývoj měli prokazatelný vliv.
Po skončení studií vstoupil Vejvanovský do služeb olomouckého biskupa Karla Lichtensteina jako člen orchestru, působícího v Kroměříži. Po odchodu skladatele Heinricha Ignaze Franze Bibera do Salcburku byl v roce 1664 Vejvanovský jmenován jeho nástupcem jako dvorní trumpetista kroměřížského zámku a dómský kapelník chrámu svatého Mořice v Olomouci. V té době začíná jeho skladatelská dráha – první dochovaná kompozice pochází právě z tohoto roku.
V roce 1666 se Vejvanovský oženil. Z manželství s Annou Terezou, dcerou kroměřížského purkmistra Filipa Minikatora, jejíž rodina pocházela ze švýcarského města Lugano, se narodilo osm dětí. Roku 1670 převzal Vejvanovský též roli představeného biskupské kapely a stal se jedním z nejlépe placených dvorních zaměstnanců. Vlastnil řadu nemovitostí a byl váženým městským občanem i umělcem. Po roce 1690 spolupracoval též na hudebním programu olomoucké katedrály sv. Václava. Vejvanovský zemřel 24. července 1693. V záznamu o pohřbu je uveden věk 60 let.
V roce 1949 byla v Kroměříži založena „Konzervatoř Pavla Josefa Vejvanovského“, poskytující střední a vyšší hudební vzdělání.

## Dílo
Pavel Josef Vejvanovský své partitury podepisoval jako „polní trubač“. Vytvořil obsáhlé, převážně orchestrální dílo, nejčastěji s bohatým obsazením dechových nástrojů. Skládal jak světskou (sonáty, serenády, balety), tak chrámovou hudbu (sonáty, mše, žalmy, litanie, atd.). Celkový počet Vejvanovského děl se odhaduje přibližně na 120 opusů. Skladatel současně vlastnil rozsáhlou sbírku hudební literatury, v níž mnohé skladby nejsou signovány a přes výzkumy odborníků zůstává celá řada z nich stále předmětem sporů o autorství. Za skladatelova života nebyly jeho práce příliš rozšířeny, z dobových hudebních inventářů se objevuje pouze na několika místech (Slaný, Kremsmünster, Pruské na Slovensku a Tovačov). V současné době je celé dílo Pavla Josefa Vejvanovského uchováno v kroměřížském hudebním archivu.

### Charakteristika
Harmonicky vychází Vejvanovský ze starších modálních principů, v raných skladbách zaslechneme i ozvěny renesance. Kompozičně sice částečně následuje své vídeňské současníky, ale jeho hudební mluva, jakkoli jednodušší, vyniká osobitým kouzlem, tvořeným především zvukem žesťových nástrojů a melodickou invencí, jejíž kořeny v moravské lidové hudbě jsou zjevné. Vejvanovský se též zajímal o číselnou symboliku v hudbě, což dokládá jeho Sonata tribus quadrantibus. Mezi jeho oblíbenými skladbami pro trubku, které dokumentují všechny výdobytky soudobé techniky, vyniká zvláště Sonata a 4 Be mollis.

### Významná díla
- Missa brevis, 1664
- Balletti pro tabula pro trubku, hoboj a varhany; 1670
- Sonata a 4 Be mollis, 1665
- Sonata Vespertina pro 2 trubky, 2 housle, altovou violu, violoncello, kontrabas a varhany
- Sonata à 10, 1665.
- Sonata laetitiae pro 2 housle a 3 violy; 1666
- Sonata Sancti Mauritii: pro 2 trubky, 2 housle, 3 violy, 3 trombony, varhany, 1666
- Sonata a 7; 1666
- Sonata sancti Petri et Pauli, 1667
- Sonata Ittalica à 12, 1668
- Missa fidelitatis; 1670
- Litaniae lauretanae, 1674
- Salve Regina, 1678
- Missa martialis, 1682
- Congregati sunt inimici nostri, 1684
- Missa misericordiae, 1689
- Dixit dominus – Žalm 110; 1692
- Confitebor – Žalm 111; 1692
- Beatus vir – Žalm 112; 1692
- Laudate pueri – Žalm 113; 1692
- Sonata a 5 Do maggiore pro trombon, smyčce a basso continuo
- Laudate dominum – Žalm 117; 1692
- Magnificat (Canticum BVM); 1692
- Sonata Tribus Quadrantibus'
- Sonata Venatoria in D
- Composizioni per orchestra I
- Composizioni per orchestra II
- Composizioni per orchestra III

### Nahrávky děl
- Complete set of orchestral pieces – Serenate e sonate per orchestra, Compositions for Orchestra I, Compositions for Orchestra II, Compositions for Orchestra III (3 CD); Lupulus
- Czech Music For Trumpet – Sonata a 8 Sancti Petri et Pauli Do maggiore per tromba, tre trombone, archi e basso continuo, Sonata a 4 for trumpet, strings and continuo, Sonata a 5 Do maggiore per tromba, archi e basso continuo; 1992
- Christmas Brass Music – Harmonia Romana, Serenada, Baletti a 5 ; Supraphon, 1998
- Czech Baroque Music – Serenada, Sonata vespertina, Regina coeli I/II; 1998
- Vesperae Sancti Venceslai (Svatováclavské nešpory), Supraphon; 2002
- Vejvanovský / Rittler / Biber – Serenada, Regina coeli, Congregati sunt imici nostri, Sonata tribus quadrantibus, Sonata vespertina, Offertur, Sonata sancti Petri et Pauli, Salve regina, Balletti per il carnuale; 1996
- Pavel Josef Vejvanovský: Sonáty a serenády, Pražský komorní orchestr, řídí Libor Pešek, Supraphon 1986
- Pavel Josef Vejvanovsky: Trumpet & Organ, Suite in C major, Multisonic 1993